# Dominikanisch-haitianische Beziehungen

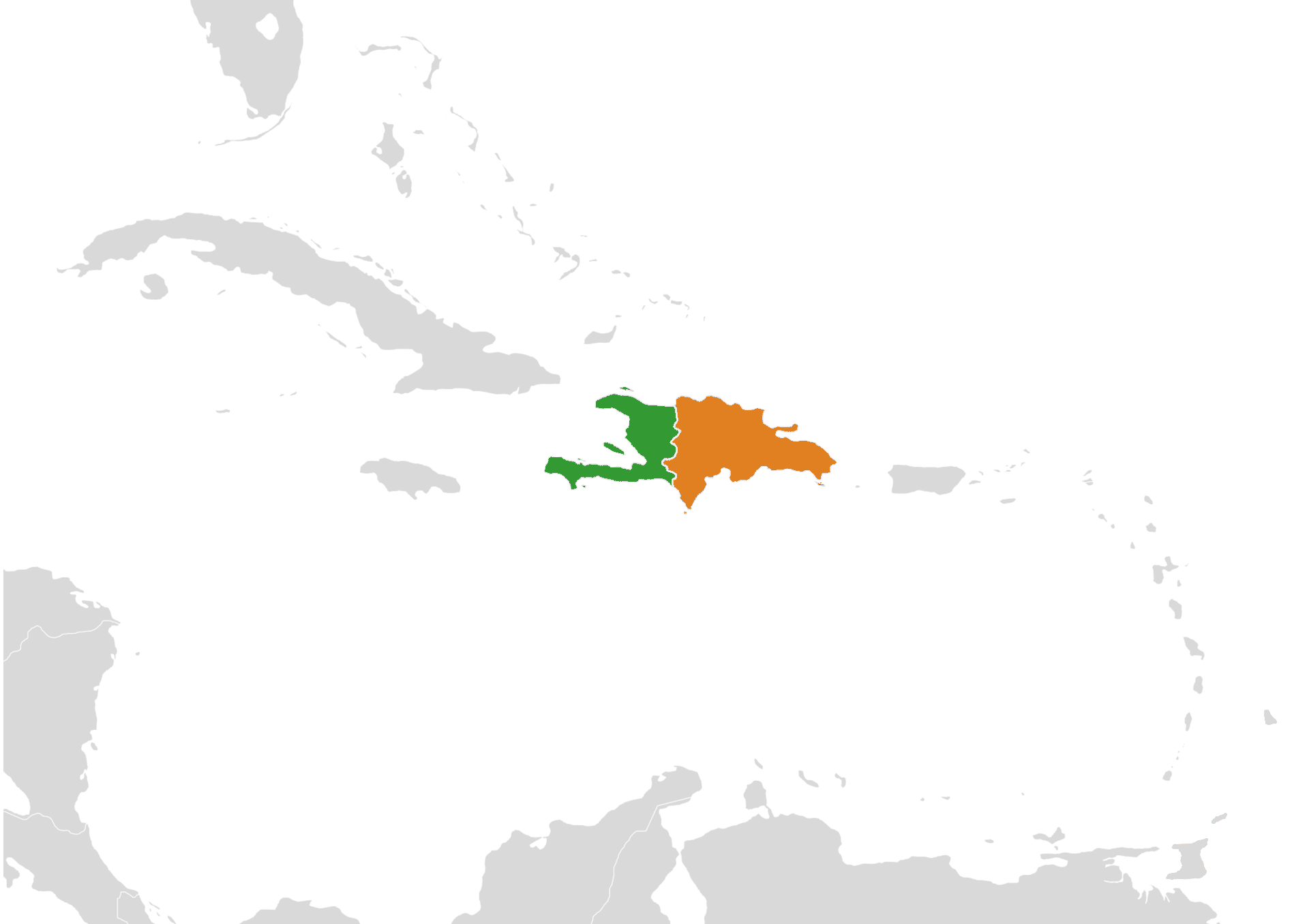
Haiti (grün) und die Dominikanische Republik (braun) auf der Insel Hispaniola. Links (im Westen) Kuba und Jamaika, oben links (nordwestlich) Florida.

Die dominikanisch-haitianischen Beziehungen waren anfangs von der sich deutlich unterscheidenden kolonialen Vergangenheit sowie ethnischen und kulturellen Disparitäten geprägt und entwickelten sich angesichts der zunehmenden wirtschaftlichen Prosperität der Dominikanischen Republik bei gleichzeitiger politischer Instabilität und damit einhergehender Armut in Haiti zu einem problematischen Verhältnis. Beide Länder teilen sich die zweitgrößte westindische Insel Hispaniola und haben jeweils gut 10 Millionen Einwohner, wobei die Dominikanische Republik jedoch über eine rund doppelt so große Landfläche wie Haiti verfügt.

## Geschichte

### 19. Jahrhundert
Haiti erklärte sich nach Jahren der Aufstände gegen die Kolonialmacht Frankreich am 1. Januar 1804 für unabhängig. Die Dominikanische Republik erlangte die Unabhängigkeit von der Kolonialmacht Spanien am 1. Dezember 1821. In der kolonialen Vergangenheit ist die Tatsache begründet, dass in Haiti Französisch und die haitianische Kreolsprache gesprochen werden, während in der Dominikanischen Republik Spanisch Amts- und Umgangssprache ist.
Im Jahr 1804 folgten in Haiti gewalttätige Aktionen gegen die im Land verbliebenen Europäer, die als Massaker in Haiti von 1804 bezeichnet werden. Nachdem der Generalgouverneur des freigewordenen Haiti Jean-Jacques Dessalines erfahren hatte, dass sich französische Truppen in Santo Domingo aufhielten, führte er im Februar 1805 eine Truppe von 21.000 Mann gegen die Hauptstadt der spanischen Kolonie. Er brach den Angriff jedoch ab, als er Meldung erhielt, dass sich französische Kriegsschiffe Haiti näherten. Auf dem Rückzug plünderten und marodierten seine Truppen unter Henri Christophe im Norden und unter Alexandre Petion im Süden. Zahlreiche Gefangene wurden unter menschenunwürdigen Umständen mit nach Haiti genommen und dort entweder massakriert oder als Sklaven auf den Pflanzungen benutzt.
Nachdem sich die spanische Kolonie Santo Domingo am 1. Dezember 1821 für unabhängig erklärt hatte, favorisierten einige der dortigen Militärs den Anschluss an Haiti, da sie von der politischen Stabilität des Landes unter Führung von Präsident Jean-Pierre Boyer beeindruckt waren. In der Folge besetzte Haiti 1822 den östlichen Nachbarn und kontrollierte somit die ganze Insel Hispaniola bis 1844. Während der 22 Jahre haitianischer Besetzung herrschte ein brutales Militärregime. Die Nutzung der spanischen Sprache wurde zu Gunsten von Französisch untersagt. Die haitianische Armee schloss die katholische Universidad Santo Tomás de Aquino und konfiszierte die Ländereien und das sonstige Vermögen der Kirche. Haiti presste den Dominikanern zudem hohe Steuern ab, die es zur Zahlung der mit Frankreich vereinbarten Reparationszahlungen im Zuge der Anerkennung der eigenen Unabhängigkeit vereinbart hatte. Der Eindruck, in dieser Zeit von den Haitianern unterdrückt worden zu sein, setzte sich dauerhaft im Bewusstsein der Dominikaner fest.
Am 27. Februar 1844 gelang es den Dominikanern unter Juan Pablo Duarte und Francisco del Rosario Sánchez, die Haitianer zu vertreiben. Von 1844 bis 1856 versuchten diese im Rahmen ständiger militärischer Vorstöße, die Kontrolle über den Osten der Insel wiederzuerlangen. Dies blieb erfolglos; allerdings sind seitdem die bilateralen Beziehungen historisch schwer belastet.

### 20. Jahrhundert
Von 1915 bis 1934 war Haiti durch die Vereinigten Staaten besetzt. Diese Tatsache sorgte wie in den Jahrzehnten zuvor dafür, dass das Land sich mit sich selbst beschäftigte und gegenüber der Dominikanischen Republik, dem Friedensvertrag von 1874 entsprechend, ruhig verhielt. In der Dominikanischen Republik waren die politischen Verhältnisse ebenfalls nicht geeignet, den Konflikt auf der Insel weiterzuführen.
Nach Beendigung der amerikanischen Präsenz flammten erneut Probleme auf. Im Jahr 1937 kam es im Nordosten der Dominikanischen Republik, wo sich zahlreiche Haitianer angesiedelt hatten, zum sogenannten Petersilienmassaker (auch el corte genannt), bei dem bis zu 20.000 Menschen zu Tode kamen. Der dominikanische Diktator Rafael Trujillo hatte als Vorwand erklärt, Haiti biete seinen innenpolitischen Rivalen Unterschlupf.

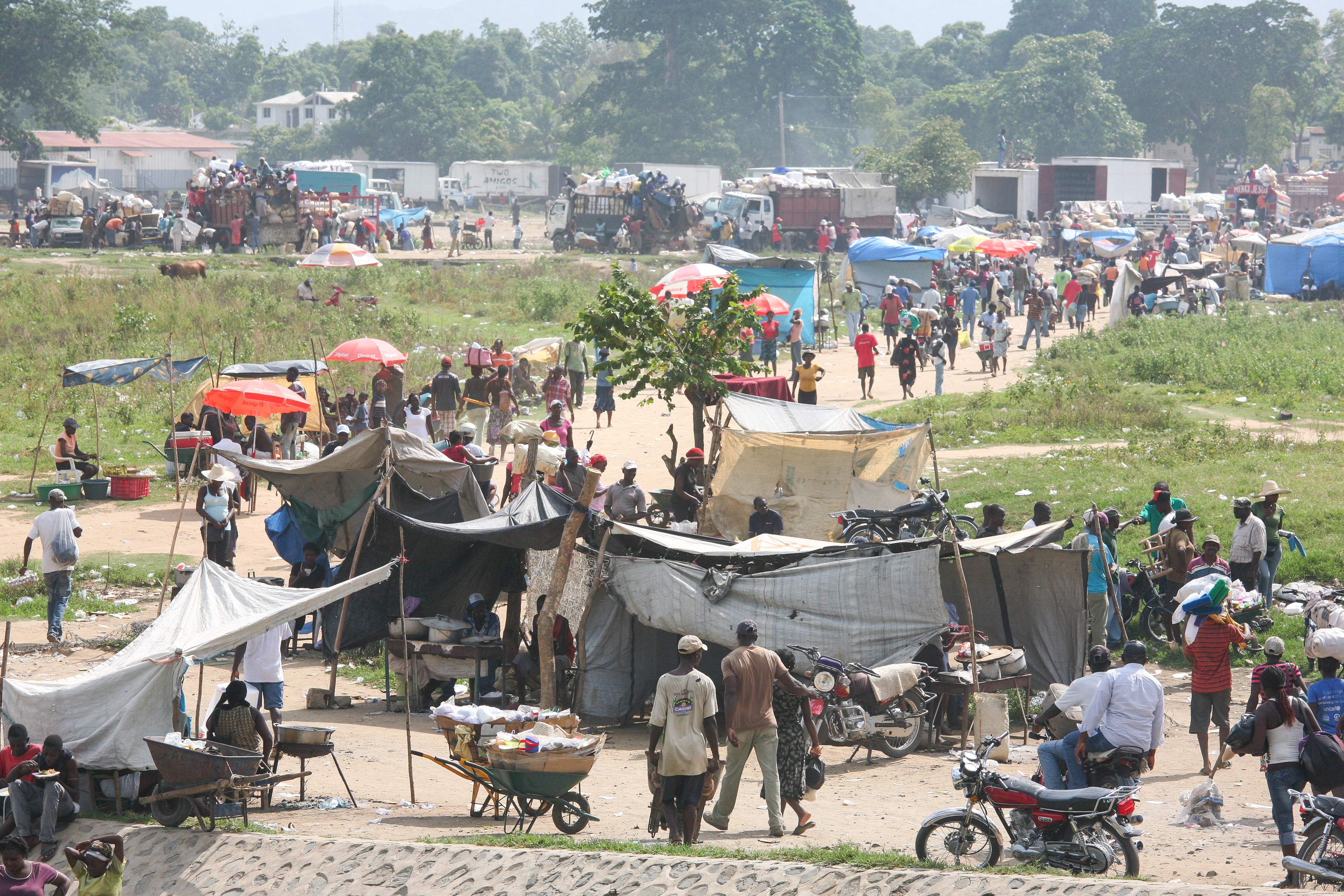
Haitianische Seite der Grenze bei Ouanaminthe/Dajabón.

Die Trujillo-Diktatur in der Dominikanischen Republik führte das Land in einen wirtschaftlichen Niedergang, während Haiti unter der Diktatur der Duvaliers in den 1960er und 1970er Jahren trotz brutaler Unterdrückung politisch Andersdenkender angesichts politischer und wirtschaftlicher Stabilität eine gewisse Attraktion ausübte.
Es entwickelte sich nach Beendigung der Diktaturen in beiden Staaten ein nachbarschaftliches Verhältnis, das auch einen geordneten Reiseverkehr erlaubte. Allerdings mangelte es an einem grenzüberschreitenden Straßensystem. Die südliche Grenzstation bei Jimani/Malpasse ist von haitianischer Seite nur über eine Schotterpiste zu erreichen. Die zentrale Grenzstation bei Comendador/Belladère ist ebenso wenig erschlossen. Der nördliche Grenzübergang in Dajabón/Ouanaminte bot und bietet höheres Potenzial und bessere Verkehrsanbindungen.
Gleichzeitig gewann die wirtschaftliche Entwicklung in der Dominikanischen Republik nicht zuletzt durch intensiven Ausbau der touristischen nutzbaren Infrastruktur beträchtlich an Fahrt, während in Haiti eine Abfolge politischer Krisen, Naturkatastrophen und wachsender Kriminalität wirtschaftliche Strukturen immer weiter zerstörte. Haiti wurde zum ärmsten Land der westlichen Hemisphäre. Die Dominikanische Republik hingegen ist Anziehungspunkt nicht nur für Touristen, sondern auch für Investoren und Immigranten. Die Wirtschaftskraft der Dominikanischen Republik übersteigt diejenige Haitis um mehr als das 5-fache. Lag das Bruttoinlandsprodukt im Jahr 2022 pro Kopf der Bevölkerung in der Dominikanischen Republik bei jährlich 10.121 US-Dollar, so betrug der entsprechende Wert in Haiti 1.748 US-Dollar.
Seit den 1920er-Jahren lud die Dominikanische Republik Haitianer ein, als Arbeitsmigranten in das Land zu kommen, um vor allem in der prosperierenden Zuckerindustrie tätig zu werden. Modernere Produktionsverfahren ließen hier den Bedarf an Arbeitskräften in den 1960er-Jahren jedoch deutlich zurückgehen. Dafür zeigten sich Engpässe in neu wachsenden Wirtschaftszweigen wie dem Tourismus und der Baubranche. Von Anfang an wurden die Haitianer schlechter bezahlt und hatten weniger Rechte als einheimische Arbeitnehmer. Trotzdem übersiedelten ganze Familien in den Ostteil der Insel und blieben dort über Generationen.

### 21. Jahrhundert
Den Regierungen gelang es nicht, einen rechtlichen Rahmen für diese Einwohner zu schaffen. Zu Beginn des 21. Jahrhunderts lebten geschätzt eine Million Nachkommen haitianischer Arbeitsmigranten praktisch staatenlos in der Dominikanischen Republik.
Die rechtliche Ungleichbehandlung führte zu Unmut in der haitianisch-stämmigen Gemeinde und rief ebenso auf der dominikanischen Seite altverwurzelte Ressentiments hervor.
Nach dem schweren Erdbeben in Haiti Anfang des Jahres 2010 reagierte die dominikanische Regierung mit einer Öffnung ihrer Grenze in Richtung Haiti, um unbürokratisch Hilfsmaßnahmen zu ermöglichen. Auch erleichterte sie es Haitianern zeitweise, zu ihren legal in der Dominikanischen Republik lebenden Familien zu reisen.
Die ausufernde Bandenkriminalität in Haiti und die sich weiter verschärfende Wirtschaftskrise Haitis angesichts steigender Energiepreise steigerten den illegalen Migrationsdruck. Im Jahr 2021 kündigte die Regierung in Santo Domingo an, eine fünf Meter hohe Mauer entlang der gesamten Grenze zu errichten, um die praktisch ungehinderte Zuwanderung einzudämmen. Ferner wurden in der Dominikanischen Republik lebende Haitianer verstärkt in ihr Heimatland abgeschoben. In den Monaten Februar und März 2024 kam es zu insgesamt 7.702 Rückführungen von Haitianern.
Ein weiterer Streitpunkt wurde die Nutzung des Wassers aus dem Einzugsgebiet der Grenzflusses Rivière du Massacre/Río Dajabón im Norden der Insel. Ein auf haitianischer Seite geplanter Bewässerungskanal entzöge dem Nachbarland zu viel der oft knappen Ressource. Die diplomatische Verstimmung war so groß, dass weder Premierminister Conille noch der Vorsitzende des Übergangsrats Leblanc Fils die Einladung zur Amtseinführung des neuen dominikanischen Präsidenten Luis Abinader annahmen.
Im Oktober 2024 beschloss Abinader, im großen Stil illegal in der Dominikanischen Republik befindliche Haitianer zu repatriieren. Es handelte sich um 10.000 Personen pro Woche. Da die angestrebten Ergebnisse nicht eintraten, verkündete der Präsident am 6. April 2025 eine Plan von 15 Punkten, die sich mit den illegalen Haitianern in seinem Land, deren Einreise und deren Verbleib beschäftigen:
1. Verbesserung der Struktur des Grenzschutzes,
2. Aufstockung der Grenzschutztruppen von 9500 auf 11.000,
3. Ausbau einer Mauer an der Grenze von 54 km auf 67 km,
4. Reform des Einwanderungswesens auf Behördenebene,
5. 750 zusätzliche Beamte für die Einwanderungsbehörde,
6. Fortsetzung der Einrichtung von Zweigstellen der Behörde in allen Provinzen,
7. Anpassung der Regeln grenznaher Märkte zur Sicherung des Handels und Verhinderung illegaler Einreise,
8. Verbesserung der Verfolgung von Straftaten illegaler Einwanderer,
9. Erleichterung von Abschiebungen durch örtliche Behörden,
10. Einbeziehung der Zivilgesellschaft in alle die illegale Migration betreffende Fragen,
11. Ausweitung der Überwachung medizinischer Notfalleinrichtungen zum Auffinden Illegaler,
12. Verbesserung der Kontrolle von Aufenthaltserlaubnissen von Arbeitnehmern,
13. Modifikation des Entlohnungssystems mit 20 bis 30 % Anstieg für einheimische Arbeitnehmer im Tourismusbereich,
14. Unterstützung des Zugangs einheimischer Arbeitnehmer zum Bau- und Landwirtschaftssektor und
15. entsprechende Zuweisung von Finanzmitteln zur Absicherung der genannten Maßnahmen.

Im Verlauf des Monats April wurden nach  Angaben der Menschenrechtsorganisation Groupe d’appui aux rapatriés et aux réfugiés (Unterstützungsgruppe für Rückkehrer und Flüchtlinge; GARR) 23.123 Haitianer zwangsweise und gewaltsam repatriiert.
Im Juni 2025 forderte der Präsident der Dominikanischen Republik, Luis Abinader in einem gemeinsam mit seinen Amtsvorgängern Leonel Fernández, Hipólito Mejía und Danilo Medina gezeichneten Schreiben an die Mitgliedsstaaten des Sicherheitsrats der Vereinten Nationen die Umwandlung der Mission Multinationale d’Appui à la Sécurité en Haïti (MMAS) in eine hybride Mission mit logistischer und operativer Führung durch die Vereinten Nationen umzuwandeln. Haiti sei zu einem der gewalttätigsten und gefährlichsten Länder der Welt geworden.

## Handel
Für die Dominikanische Republik ist Haiti der drittgrößte Abnehmer von Waren. Im Jahr 2020 lag der Wert der Exporte bei 751 Millionen US-Dollar, was einen Anteil von 7,6 Prozent der Gesamtausfuhren des Landes ausmachte.
Aus Sicht Haitis liegen die Importe aus der Dominikanischen Republik nach denen aus den Vereinigten Staaten wertmäßig an zweiter Stelle.
Bei den Ausfuhren Haitis steht die Dominikanische Republik nach den Vereinigten Staaten mit nur 3,2 Prozent des Gesamtvolumens von 721 Millionen US-Dollar an zweiter Stelle der Handelspartner.

## Diplomatische Vertretungen
Die Dominikanische Republik unterhält eine Botschaft in Haiti (Pétionville) und Konsulate in Belladère, Cap-Haitien, Anse-à-Pitre und Ouanaminthe. Wegen der angespannten Lage im Gastland wurden die Konsulate Mitte September 2022 für den Publikumsverkehr geschlossen.
Haiti unterhält eine Botschaft in der Dominikanischen Republik (Santo Domingo), die durch einen Geschäftsträger ad interim geleitet wird.